# Сарсанське водосховище
Сарсанське водосховище (вірм. Սարսան ջրամբար)/(азерб. Sərsəng su anbari) — найбільше за розмірами водосховище в Нагірно-Карабаській Республіці. Споруджене у 1976 р. на річці Трту в центрі Мартакертського району, на півночі Нагірно-Карабаської Республіки.
Найбільше в Нагірному Карабасі Сарсанське водосховище зрошували 128 тис. га сільгоспугідь, з яких 110 тис. га за межами кордонів колишньої НКАО, в Мірбашірському, Агдамському, Бардінському, Касумісмаілівському та інших районах Азербайджанської РСР. Всякі спроби НКАО домогтися зрошення власних сільгоспугідь водами Сарсангу натрапляли на опір бакинської влади. Зокрема, пропонувалося побудувати канал і довести воду Сарсанга в низинні області Мартунинского району в околицях села Куропаткіно. Але це так і не було зроблено, хоча водами Сарсанга зрошувалися сільгоспугіддя Агдамського району аж до кордону Мартунинского району.
Під час визвольної війни навколо Сарсанського водосховища відбувалися запеклі бої, під час яких було зупинено літній наступ азербайджанських військ в 1992 році, після чого контроль за Сарсанськім водосховищем знову повернули Збройні сили Нагірно-Карабаської Республіки.
Об'єм води Сарсанського водосховища становить 560 тис. м³. Магістральні канали, що беруть свій початок з Сарсанського водосховища, зрошували 80,1 тис. га земельних площ на території Тертерського, Агдамського, Бардінського, Геранбойського районів, розташованих на рівнині.
На місці витоку з водосховища розташована ГЕС. Водами Сарсанського водосховища зрошується лише третина рівнинних земельних угідь Мартакертського району НКР.
На випадок землетрусу чи іншої аварійної ситуації побудована додаткова захисна споруда, призначення якої не допустити потрапляння пульпи зі збагачувальної фабрики в селі Дрмбон в Сарсанське водосховище, розташоване всього в 30-40 метрах від даної будівлі. Хвостосховище застраховано двома дамбами, що блокують попадання хвостів в розташоване неподалік Сарсанське водосховище. Причому другу дамбу компанія побудувала поза проектом, з власної ініціативи.